# Kandeláber
A kandeláber általában padlón álló, nagyméretű, oszlopos törzsű tálban, csészében vagy karokban végződő díszes kiképzésű gyertya- vagy lámpatartó állvány. A 19. században a közvilágítás elterjedésével a gázlámpák is kandeláber-szerű, öntött vasból készült tartókat kaptak. Mint díszítőmotívum, a kandeláber a késő római, a reneszánsz és a barokk művészetben igen gyakori, sőt, a heraldikában is megjelent.

## A candelabrum
A kandeláber szó a latin candelabrum szóból származik. Eredetileg etruszk – római világítótest volt, olajlámpásokkal.  A candelabrum  gyertya, lámpa vagy füstölőcsészék számára szolgáló állvány volt, amelyet gyakran fényűző kivitelben állítottak elő bronzból, márványból, vagy néha nemes fémből.

## Későbbi korokban
A reneszánsz, majd a barokk korban ókori mintára alakították ki az igényes kivitelű fa-, fém vagy márvány-kandelábereket.
A 19. században a közvilágítás elterjedésével a gázlámpák is kandeláber-szerű, öntött vasból készült tartókat kaptak.
A 20. század végén - a 21. század elején - a városvédő mozgalmak hatására is - számos helyen pótolták illetve pótolják az eltűnt kandelábereket.

## Képgaléria

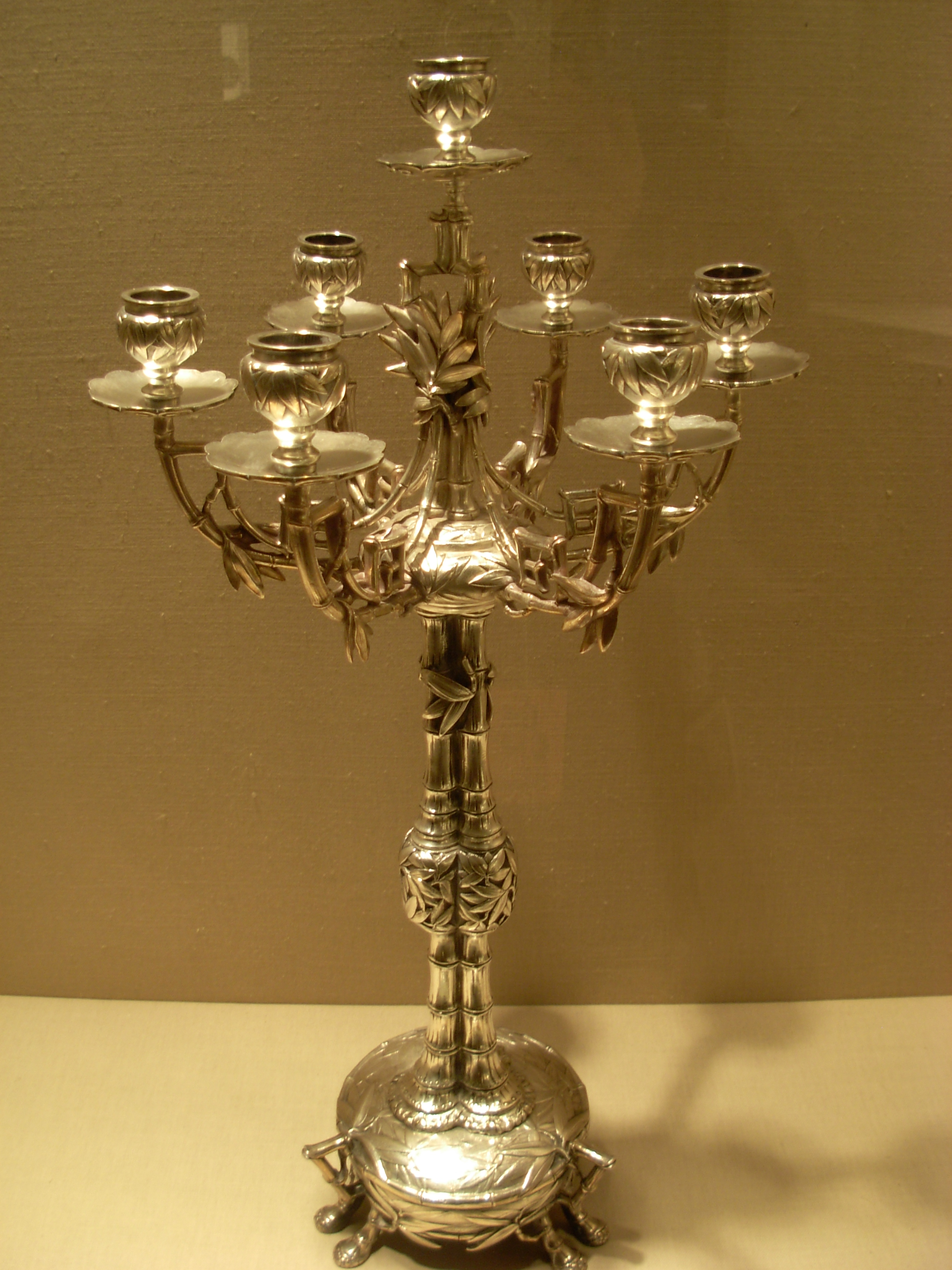
Kandeláber fémből
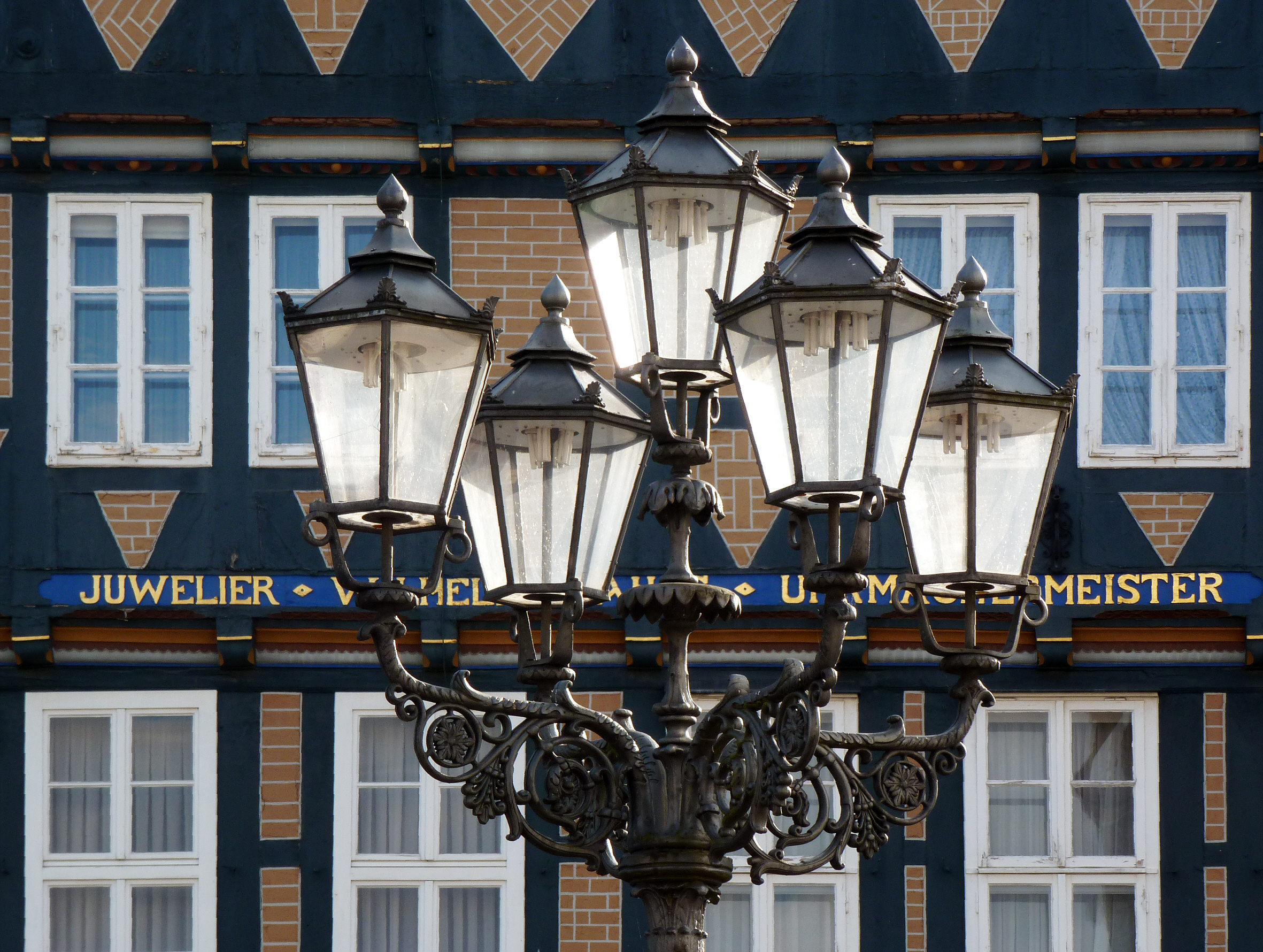
Kandeláber (Celle, Németország)
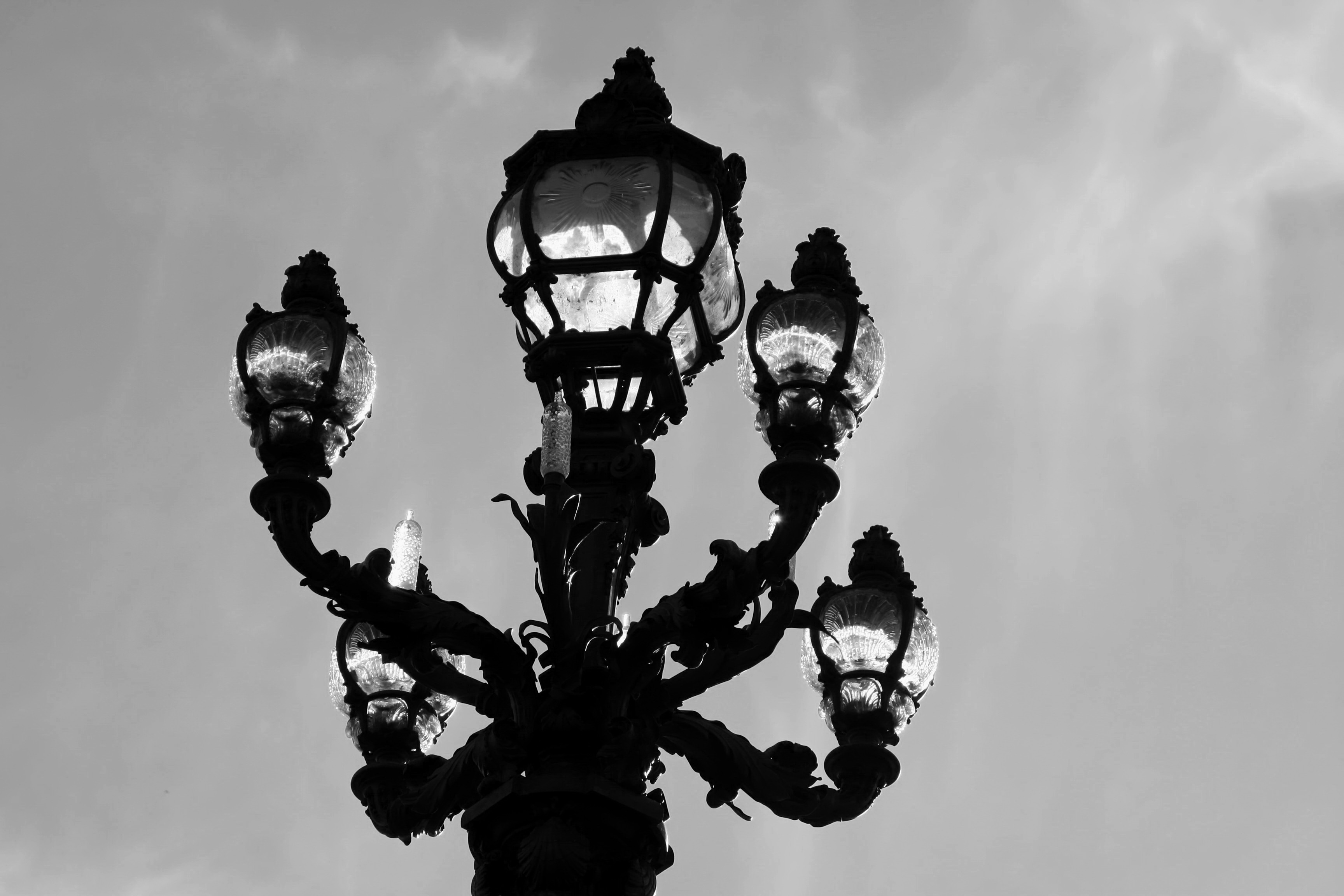
Kandeláber egy párizsi hídon
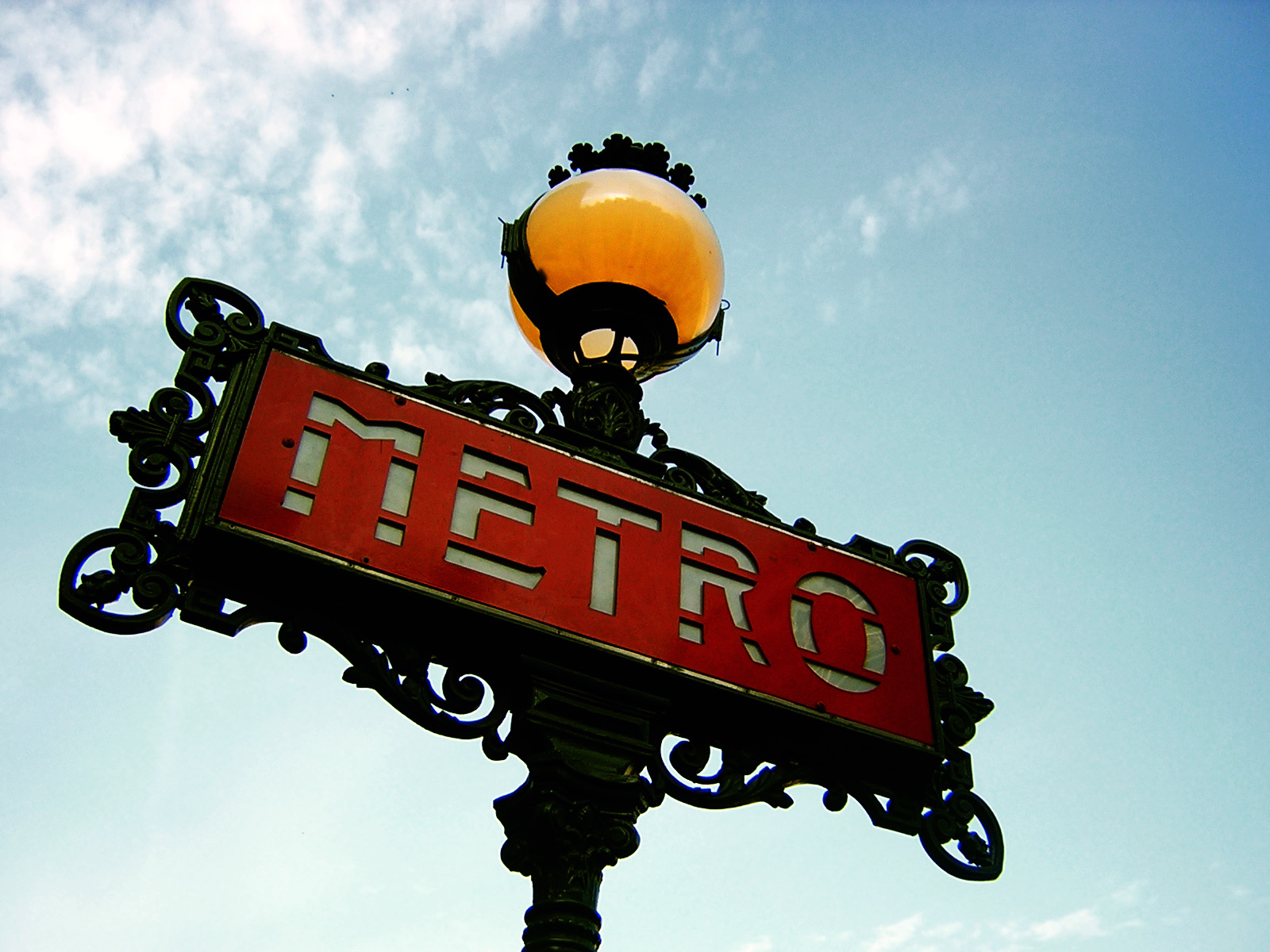
Kandeláber egy párizsi metróállomáson
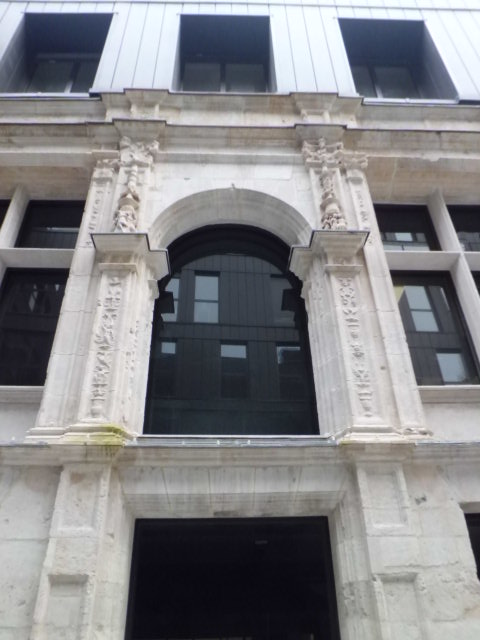
Kandeláber pilaszterekkel egy épület homlokzatán.